# The Butcher Boy
The Butcher Boy è un film del 1997 diretto da Neil Jordan e tratto dal romanzo Il garzone del macellaio di Patrick McCabe, che ha collaborato alla sceneggiatura.

## Trama
Clones, Repubblica di Irlanda, anni Sessanta. Francie, orfano di madre e con padre alcolizzato, è un ragazzo di 12 anni che rifugge in un immaginario filtrato dalla televisione e a cui fanno capolino l'era atomica, il comunismo e gli alieni. Francie nel suo tempo libero condivide questi suoi interessi col suo migliore amico Joe Purcell.
In seguito a un alterco tra Francie e un altro ragazzo, Philip Nugent, aiutato dalla madre Mrs Nugent; Francie verrà condotto in riformatorio. Qui Francie viene molestato da padre Sullivan e trova conforto nella visione di una versione ammiccante della Vergine Maria.
Tornato a casa, Francie trova il padre morente a causa dell'alcol e viene relegato da Joe, che intanto ha stretto amicizia con Philip.
Rendendosi conto di essere rimasto solo e senza alcun affetto, Francie perde ogni cognizione della realtà e si sfoga con una brutalità incontrollabile tale da far terrorizzare la comunità della cittadina.

## Premi e riconoscimenti
- Festival di Berlino: Orso d'argento per il miglior regista
- European Film Awards 1998: miglior fotografia